# Козьма (епископ Праги)
Козьма  (нем. Kosmas ; ? — 10 ноября или 10 декабря 1098, Прага) — богемский церковный деятель, католический священник, епископ Пражский (1091—1098).
Происхождение Козьмы неизвестно. В 1091 году был избран епископом Праги после смерти епископа Яромира, но из-за споров между императором Священной римской империи и папским престолом его утверждение было отложено. Инвеституру от короля Германии Конрада получил в Мантуе в конце года, но рукоположен в епископы был только в 1095 году.
В 1096 году участники Народного крестового похода под предводительством Пётра Амьенского прошли через Пражский Град и совершили массовые еврейские погромы. Их заставляли креститься, тех, кто не хотел подчиняться, убивали. Епископ Козьма решительно выступал против этих беспорядков, но у него не было власти предотвратить их, поскольку князь Бржетислав II находился в это время со своей армией в Польше.
После смерти Козьмы епископом Пражским был избран Гержман.